# Walerian Czuma

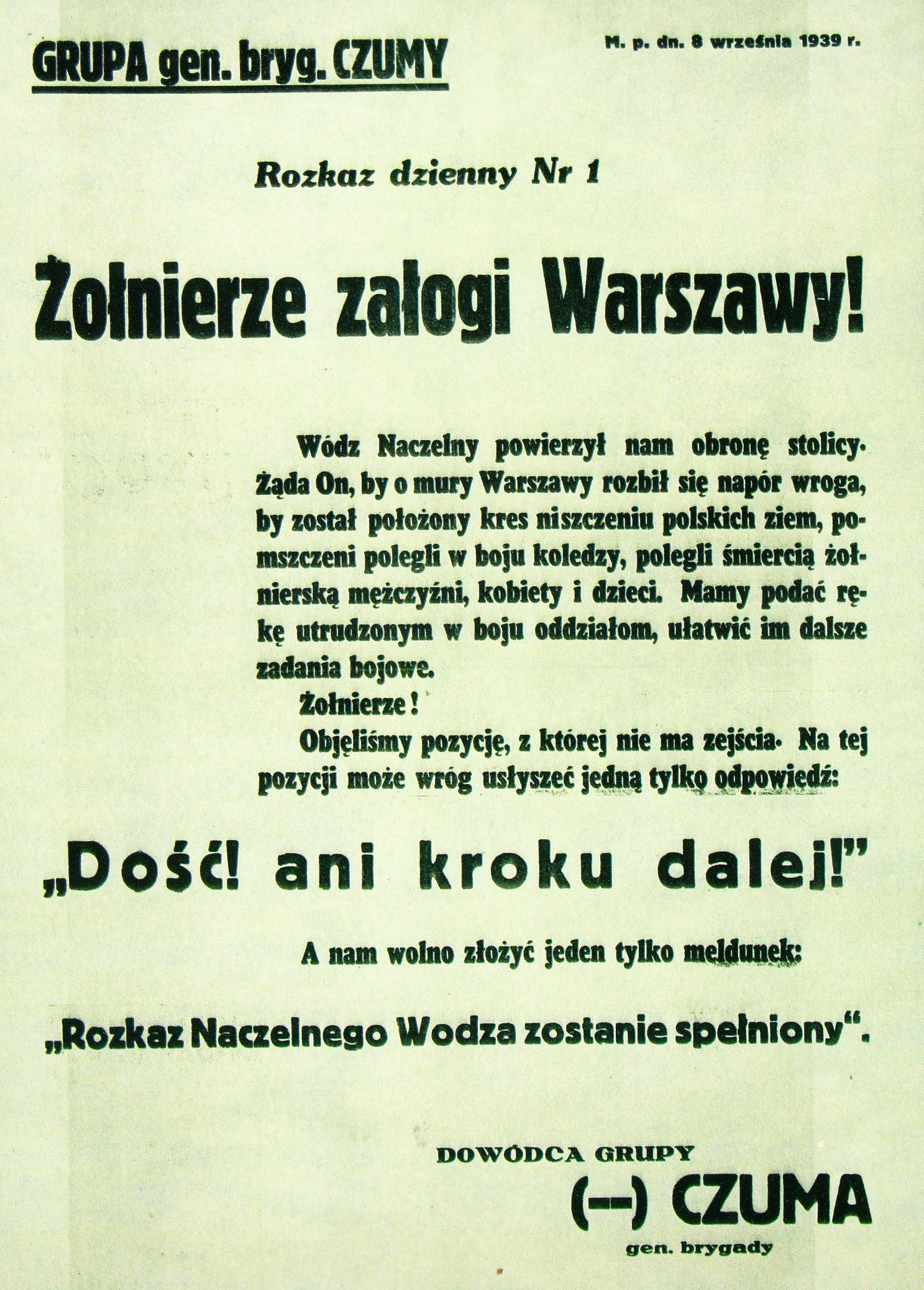
Rozkaz dzienny nr 1 Waleriana Czumy jako Dowódcy Obrony Warszawy z 8 września 1939 roku

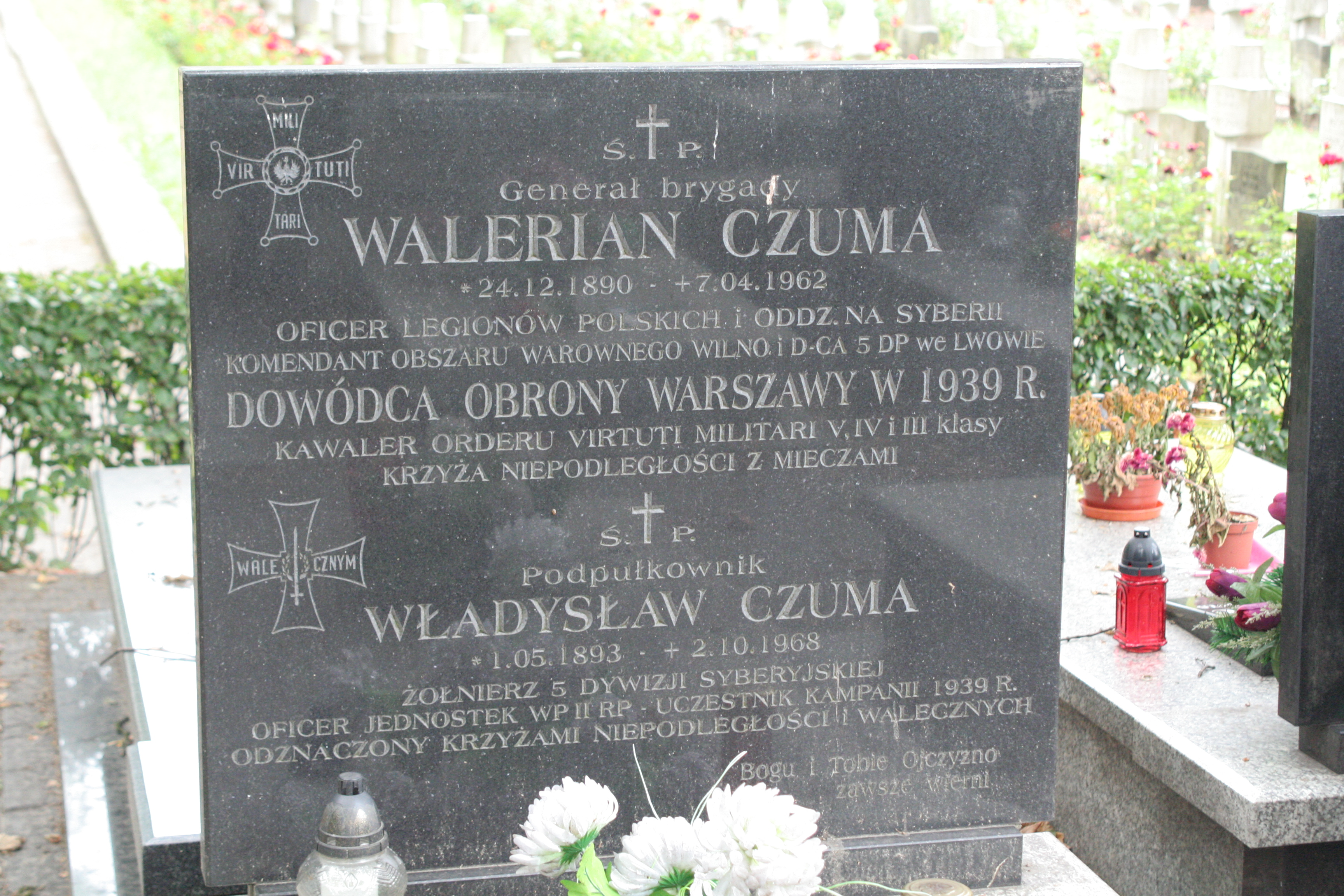
Grób Waleriana Czumy na cmentarzu Wojskowym na Powązkach w Warszawie

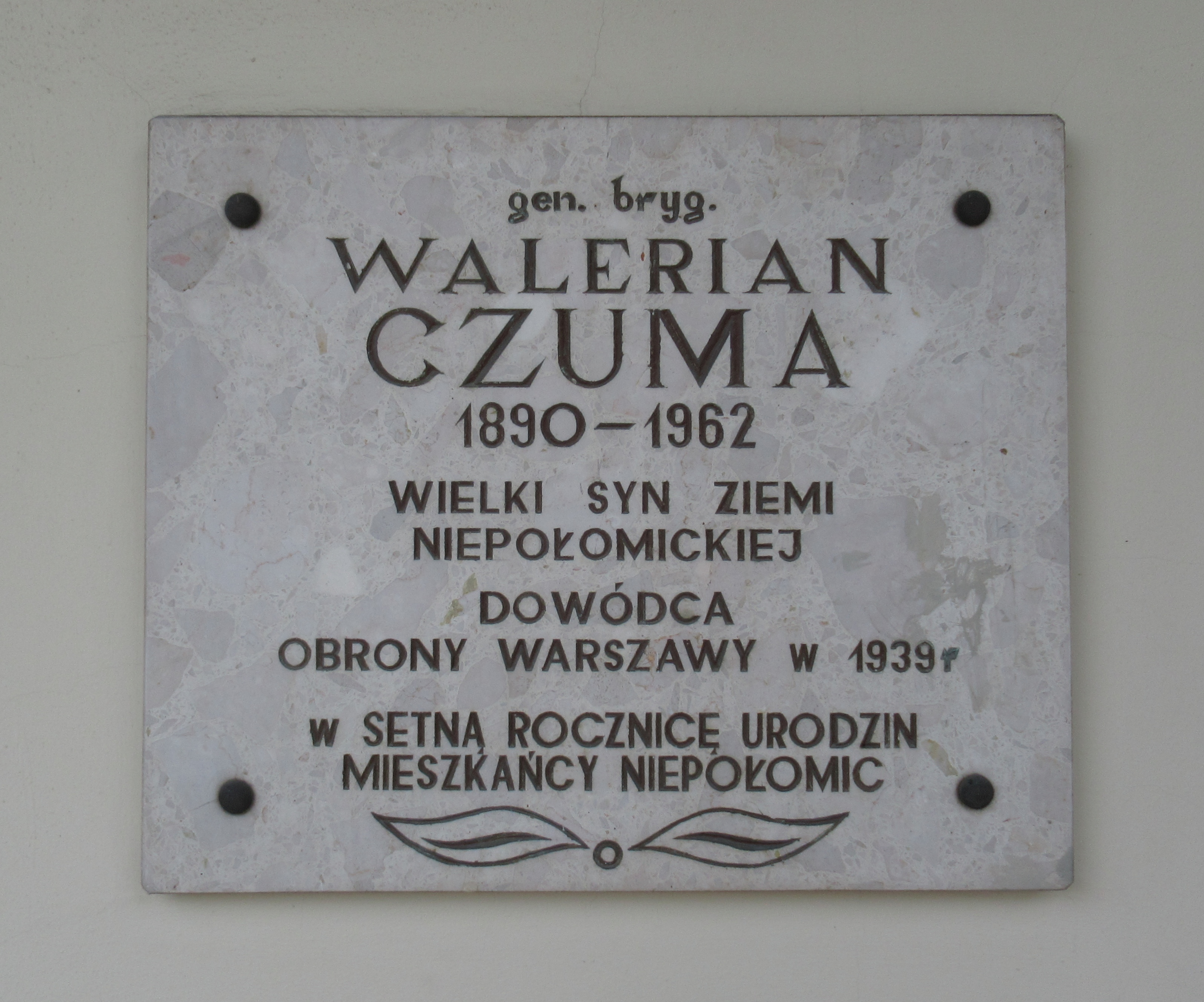
Tablica pamiątkowa na budynku ratusza w Niepołomicach

Walerian Adam Czuma (ur. 24 grudnia 1890 w Niepołomicach, zm. 7 kwietnia 1962 w Penley) – generał brygady Wojska Polskiego, komendant Straży Granicznej, działacz niepodległościowy i społeczny, dowódca obrony Warszawy we wrześniu 1939 roku.

## Życiorys
Urodził się 24 grudnia 1890 w Niepołomicach, w ówczesnym powiecie bocheńskim Królestwa Galicji i Lodomerii, w rodzinie Jana (1860–1933) i Emilii Marii z Ptaków (1864–1941). Był starszym bratem Ignacego (1891–1963) i Władysława (1893–1968), podpułkownika Wojska Polskiego. W 1911 ukończył c. k. Gimnazjum Wadowicach. W tym samym roku przez trzy miesiace pełnił służbę w 13 pułku piechoty, w charakterze jednorocznego ochotnika. Później studiował rolnictwo w Wiedniu, gdzie wstąpił do Polskich Drużyn Strzeleckich.
15 września 1914 wstąpił do Legionów Polskich i został przydzielony do 2 pułku piechoty. 27 września 1914 został mianowany chorążym. Dowódca batalionu 3 pułku piechoty  – kapitan z września 1916. W czasie przebijania się Polskiego Korpusu Posiłkowego przez front austriacko-rosyjski pod Rarańczą 15 lutego 1918 dowódca batalionu, aż do przejścia 3 pułku przez front. Walczył pod Kaniowem.
W okresie kwiecień – sierpień 1918 jako polski komendant placu w Moskwie, zajmował się ewakuacją Polaków i rekrutacją do polskich oddziałów. Od sierpnia 1918 – w stopniu majora organizował 5 Dywizję Strzelców Polskich, zwaną też Dywizją Syberyjską, która walczyła wspólnie z wojskami admirała Aleksandra Kołczaka, Korpusem Czesko-Słowackim i siłami ekspedycyjnymi Ententy przeciwko siłom bolszewickim. W składzie jego dywizji walczyło też kilka monitorów rzecznych, patrolujących rzekę Ob, co czyni z gen. Czumy organizatora pierwszej polskiej floty wojennej od czasów rozbiorów. Po walkach z Armią Czerwoną dostał się do niewoli i więziony był w Krasnojarsku i Omsku, a od 6 listopada 1920 w moskiewskim więzieniu na Butyrkach. 17 stycznia 1922 wymieniony na sowieckich komisarzy. W sobotę 21 stycznia przyjechał pociągiem z Baranowicz do Warszawy.
Po powrocie do kraju otrzymał urlop zdrowotny do 1 września 1922. Pułkownik ze starszeństwem z dniem 1 stycznia 1919.
3 września 1922 został powołany na III kurs dowódców piechoty dywizyjnej i dowódców pułków w Doświadczalnym Centrum Wyszkolenia Armii w Rembertowie. W grudniu 1922 został dowódcą piechoty dywizyjnej i pełnił obowiązki dowódcy 19 Dywizji Piechoty. 2 maja 1927 został mianowany dowódcą Obszaru Warownego „Wilno” w Wilnie. 18 lutego 1928 został mianowany dowódcą 5 Dywizji Piechoty we Lwowie. 1 stycznia 1929 prezydent RP nadał mu stopień generała brygady z dniem 1 stycznia 1929 i 3. lokatą.
15 lutego 1939 mianowany przez Prezydenta RP komendantem Straży Granicznej. Działał na granicy zachodniej. Działał w kilku organizacjach społecznych, m.in. w Straży Mogił Polskich Bohaterów we Lwowie, organizacji, która zainicjowała budowę Cmentarza Obrońców Lwowa. W 1938 został zastępcą przewodniczącej SMPB.
3 września 1939 otrzymał nominację na dowódcę obrony Warszawy. Początkowo dysponował jedynie skromnymi siłami garnizonu miejskiego, jednak w krótkim czasie zdołał zgromadzić całkiem pokaźne siły (ok. 70 tys. oficerów i żołnierzy) złożone częściowo z rozbitych jednostek cofających się na Warszawę, maruderów oraz z cywilnych ochotników. 8 września dowództwo całości Armii „Warszawa” objął gen. Juliusz Rómmel, jednak za całość obrony Warszawy do 29 września odpowiedzialny był Czuma. Od 22 września użycie odwodów oraz rozkazy dla wschodniego brzegu Wisły wymagały akceptacji gen. Rómmla. Z rozkazu gen. Rómmla, dowódcy Armii „Warszawa”, wojska obrony Warszawy pod dowództwem gen. Czumy nie wspierały zaczepnie działań armii „Poznań”, „Pomorze” i „Łódź”, przechodząc do skutecznej obrony wspieranej tysiącami cywilów pracujących przy budowie rowów przeciwczołgowych, barykad i umocnień.
Po kapitulacji Warszawy w niewoli niemieckiej w Oflagu VIIA Murnau. Stamtąd w 1945 wyzwolony przez wojska amerykańskie.
Po wojnie pozostał na emigracji w Wielkiej Brytanii, gdzie zajmował się uprawą trzystuakrowej działki spółdzielni rolniczej w 'Cobalder Farm' (firma Lark Limited). Nie uczestniczył w życiu publicznym. Od 1956 r. zamieszkał w Polskim Ośrodku Mieszkaniowym w miejscowości Penrhos w Walii.
Zmarł w szpitalu w Penley. Pochowany pierwotnie we Wrexham. 2 lipca 2004 prochy przeniesiono na cmentarz Wojskowy na Powązkach w Warszawie (kwatera II C 27-2-1).

## Ordery i odznaczenia
- Krzyż Kawalerski Orderu Virtuti Militari (1939)
- Krzyż Złoty Orderu Virtuti Militari nr 112 (1939)[22]
- Krzyż Srebrny Orderu Wojskowego Virtuti Militari nr 7337 – 17 maja 1922[23][24]
- Krzyż Komandorski Orderu Odrodzenia Polski – 11 listopada 1937 „za zasługi w służbie wojskowej”[25][26]
- Krzyż Niepodległości z Mieczami – 7 lipca 1931 „za pracę w dziele odzyskania niepodległości”[27]
- Krzyż Oficerski Orderu Odrodzenia Polski nr 741 – 2 maja 1923 „w uznaniu zasług, położonych dla Rzeczypospolitej Polskiej na polu administracji wojskowej”[28][29][30]
- Krzyż Walecznych czterokrotnie nr 15420:
  - po raz pierwszy – 30 października 1921,
  - po raz pierwszy – 24 grudnia 1921 „w zamian za wstążeczkę biało-amarantową byłej armii gen. Hallera”[31],
  - po raz drugi, trzeci i czwarty – 20 grudnia 1922 „za czyny orężne w bojach b. 3 pp Leg. Pol.”[32],
  - po raz pierwszy, drugi, trzeci i czwarty – 28 marca 1923 „za czyny orężne w bojach b. 5-ej Dywizji Wojsk Polskich na Syberii”[33]
- Złoty Krzyż Zasługi po raz pierwszy – 10 listopada 1928[34][35]
- Złoty Krzyż Zasługi po raz drugi – 10 czerwca 1939 „za zasługi na polu pracy społecznej”[36]
- Medal Pamiątkowy za Wojnę 1918–1921[2]
- Medal Dziesięciolecia Odzyskanej Niepodległości[2]
- Krzyż Komandorski z Gwiazdą Orderu Korony Rumunii – 1929[37] (zezwolenie na przyjęcie i noszenie 13 czerwca 1930[38])
- Krzyż Kawalerski francuskiego Orderu Legii Honorowej nr 23184 – 9 lipca 1919[39] (zezwolenie na przyjęcie i noszenie 26 maja 1923[40])
- Krzyż Oficerski belgijskiego Orderu Leopolda

## Upamiętnienie
12 kwietnia 1964 w kościele św. Andrzeja Boboli w Londynie odsłonięto tablicę upamiętniającą gen. Czumę.
Jego nazwiskiem zostały nazwane ulice: na warszawskim Bemowie, ulica i rondo w rodzinnych Niepołomicach, w Bochni oraz w Wadowicach, gdzie mieszkał przez kilka lat i uczęszczał do gimnazjum.
W 1989 został wybity medal z podobizną Waleriana Czumy o treści Obrona Warszawy 1939–1989, wydany przez Mennicę Państwową, a zaprojektowany przez Annę Wątróbską-Wdowiarską.
W 1990, w setną rocznicę urodzin generała, odsłonięto pamiątkową tablicę na ratuszu w Niepołomicach.
W 1999 Placówce Straży Granicznej Warszawa-Okęcie nadano imię gen. bryg. Waleriana Czumy. W 2006 Szkoła Podstawowa w Zawadce została nazwana jego imieniem.
Decyzją prezesa Instytutu Pamięci Narodowej z dnia 17 stycznia 2020 roku na wniosek prezesa koła Związku Kombatantów RP i Byłych Więźniów Politycznych w Nowym Targu, grób W. Czumy został wpisany do prowadzonej przez IPN ewidencji grobów weteranów walk o wolność i niepodległość Polski pod numerem ewidencyjnym 342.